# Aguafuertes porteñas
Aguafuertes porteñas es un conjunto de artículos literarios escritos por Roberto Arlt y publicados periódicamente entre 1928 y 1933 en la prensa de Buenos Aires. En el año 1933, la editorial Victoria publicó una selección de estos artículos bajo este mismo nombre. Algunos fueron publicados en la revista Proa.[cita requerida]
Roberto Arlt ingresó como redactor en el recién creado diario El Mundo, en 1928. En agosto de ese año, comenzó a escribir una sección denominada Aguafuertes porteñas. Las Aguafuertes no llevaron al principio, la firma de su autor. Estas estampas de la ciudad de Buenos Aires, despertaron pronto el interés de muchos lectores.Tomaron tal importancia en la comunidad de la actual Ciudad Autónoma de Buenos Aires (CABA) que, en el presente, el género Aguafuerte porteña forma parte del diseño curricular oficial del 5to. año del Nivel Medio de la CABA.

## Idea del Aguafuerte
El origen del título tiene parentesco pictórico y se refiere a las pequeñas estampas grabadas que alcanzaron ya gran difusión en la época de Durero y Rembrandt, en la de Goya y en la de los expresionistas alemanes. Arlt tiene la intención de mostrar una realidad fragmentada y de reproducir, a modo fotográfico, un momento concreto.

## Género
Arlt retoma el artículo o cuadro de costumbres, de amplia trayectoria, en el periodismo argentino, al que le agrega el aporte original de su escritura. Otros críticos señalan además la influencia en estas crónicas de los maestros españoles del género, como Mariano José de Larra.

## Temática
La intención principal de Aguafuertes Porteñas es el análisis y comentario de los cambios que va sufriendo Buenos Aires. Constantemente pone en cuestión la idea de progreso con un componente existencialista. Por ejemplo, en uno de estos Aguafuertes trata la generalización de la luz eléctrica en la ciudad y duda de su utilidad por no ayudar directamente al entendimiento. Otros tópicos abordados son la crítica social ("Padres negreros", "Aristocracia de barrio"), la lengua ("El idioma de los argentinos") y hasta las dificultades para escribir.